# Bølgen
Bølgen (La ola en España y La última ola en Hispanoamérica) es una película noruega de desastres dirigida por Roar Uthaug. Fue la selección oficial de Noruega para el Óscar a la mejor película de habla no inglesa en los 88.º Premios Óscar, pero no logró ser nominada. La película describe un futuro evento en Møre og Romsdal en el que Åkerneset se derrumba, creando una avalancha que resulta en un tsunami de 80 metros de altura que destruye todo en su camino. Una secuela titulada Skjelvet, dirigida por John Andreas Andersen, fue estrenada el 31 de agosto de 2018.

## Argumento

### Sinopsis
Un geólogo noruego y su familia luchan por sobrevivir cuando un deslizamiento de tierra masivo provoca una ola de casi 80 metros de altura.

### Trama
El geólogo Kristian Eikjord está en su último día de trabajo en el pueblo turístico de Geiranger, antes de mudarse con su familia a Stavanger, cuando los sensores en las montañas indican que ha desaparecido el agua subterránea. Más tarde, esperando el ferry junto a sus hijos mientras su esposa, Idun, trabaja unos pocos días más en un hotel, Kristian tiene una epifanía y vuelve apresuradamente al centro de geología, dejando a sus hijos, Sondre y Julia, en el auto. Kristian y Jacob van a investigar los sensores y Arvid, el exjefe de Kristian, está de acuerdo con elevar el nivel de alerta pero no cree necesario aún hacer sonar las sirenas de evacuación.
Kristian se encuentra con que sus hijos se han marchado al hotel donde trabaja su madre. Julia quiere despedirse de su vieja casa por lo cual Kristian la lleva para pasar allí una noche más. Sondre se queda en el hotel, andando en skate por el subsuelo del mismo, mientras usa sus auriculares.
Arvid y Jacob revisan los instrumentos y comprueban que sus lecturas son correctas. Kristian revisa unos viejos informes que sugieren que esas lecturas podrían sugerir una próxima avalancha, que podría caer en el fiordo de Geiranger. El llama a la estación y ordena que Arvid y Jacob sean evacuados inmediatamente de la grieta de la montaña, así como que se haga sonar la alarma para los habitantes de Geiranger. Momentos después, ocurre el alud. Cuando el pie de Jacon queda atrapado entre las rocas, Arvid se sacrifica para salvarlo. La avalancha de rocas llega hasta el fiordo, creando una ola de 80 metros de altura que se dirige hacia el pueblo.
Con apenas 10 minutos antes de que la ola llegue a Geiranger, Idun y su colega, Vibeke, evacúan a los huéspedes del hotel en un autobús, pero no logran encontrar a Sondre. Idun se niega a irse sin él y comienza a buscarlo con la ayuda de Maria y Philip Poulsen, dos turistas daneses. Mientras tanto, Kristian y Julia están atrapados en el tráfico y se dan cuenta de que la altitud donde se encuentran es peligrosamente baja. Abandonan el auto y comienzan a correr cuesta arriba, mientras le gritan a la gente que hagan lo mismo. Anna, su vecina, tiene la pierna atrapada entre dos vehículos. Kristian le pide a Julia que se lleve a Thomas y Teresa, respectivamente esposo e hija de Anna, montaña arriba, y se sienta con Anna dentro de una furgoneta, la cual es atacada por el tsunami. Idun encuentra a Sondre en el subsuelo del hotel, siendo demasiado tarde para huir, por lo que huyen hacia el refugio para bombas del hotel. Maria es arrastrada por la corriente e Idun cierra la puerta del refugio.
Kristian logra sobrevivir pero Anna fallece impalada por escombros. Deja a Julia con Thomas y Teresa y vuelve hacia el hotel a buscar a su esposa. Encuentra a la ciudad devastada y al autobús lleno de pasajeros fallecidos, incluyendo a Vibeke. Mientras, en el refugio para bombas, el nivel del agua comienza a subir, deformando la puerta, la cual está bloqueada por pesados escombros. Philip se vuelve presa del pánico y, desesperado por respirar, arrastra hacia abajo del agua a Idun y Sondre, por lo que esta se ve obligada a ahogarlo para salvar sus vidas.
Kristian encuentra la mochila abandonada de su hijo y, creyendo que algo le ha sucedido, comienza a golpear unos caños en señal de frustración. Idun y Sondre escuchan y responden. Kristian se dirige al refugio, donde el agua sigue subiendo. Remueve los escombros y se lleva a Idun, tras lo cual regresa a buscar a Sondre, pero se queda sin aire. Idun intenta reanimarlo, pero luego termina resignándose. Sondre decide hacer un último esfuerzo y Kristian vuelve en sí. La familia se reúne en Ørnesvingen. El film cierra con una advertencia de que hechos como los mostrados pueden ocurrir en un futuro, pero es imposible saber cuándo.

## Reparto
- Kristoffer Joner como Kristian Eikjord, un experimentado geólogo de 40 años
- Ane Dahl Torp como Idun Eikjord, la esposa de Kristian.
- Jonas Hoff Oftebro como Sondre Eikjord, hijo de Kristian.
- Edith Haagenrud-Sande como Julia Eikjord, hija de Kristian.
- Thomas Bo Larsen como Phillip Poulsen, un turista danés.
- Mette Cuerno como Maria Poulsen.
- Fridtjov Såheim como Arvid Øvrebø, el exjefe deKristian.
- Herman Bernhoft como Georg.
- Arthur Berning como Jacob Vikra.
- Silje Breivik como Anna, una de los vecinos de Eikjord.
- Laila Goody como Margot Valldal, asistente de Arvid.
- Eili Harboe como Vibeke.

## Estreno
Bølgen tuvo su estreno internacional en el Festival Internacional de Cine de Toronto de 2015 , el 16 de septiembre de 2015.